# Żelazna Góra (Góry Bystrzyckie)
Żelazna Góra (597 m n.p.m.) — wzniesienie w Sudetach Środkowych w Górach Bystrzyckich w województwie dolnośląskim.
Wzniesienie położone jest w południowo-wschodniej części Gór Bystrzyckich, około 2,3 km na północny zachód od Międzylesia, po prawej stronie drogi prowadzącej do Lesicy. 
Niewielkie wzniesienie o prawie poziomym, południowym i północnym zboczu i dość stromym wschodnim zboczu, zbudowane z zmetamorfizowanych łupków krystalicznych. Wierzchołek wzniesienia mało zauważalny, wznosi się o niecałe 7 m ponad synklinę zachodniego zbocza. Wzniesienie położone jest na niewysokim grzbiecie ciągnącym się południkowo po wschodniej stronie Bochniaka. Zachodnie zbocze wzniesienia od szczytu zajmuje obszerna górska łąka, pozostałe zbocza w całości porośnięte są lasem świerkowym regla dolnego z domieszką drzew liściastych. Na północnym zboczu od strony zachodniej znajdują się wyrobiska kamieniołomu.

## Inne
- Północno-wschodnim zboczem góry, 750 m od szczytu serpentynami przebiega droga wojewódzka nr 389 prowadząca z Międzylesia do Różanki[1].
- Na zachodnim zboczu Żelaznej Góry w przeszłości położony był przysiółek "Hirschenhauser", należący do wsi Lesica.
- Na północno-wschodnim zboczu góry przy drodze wojewódzkiej znajdują się ruiny wapiennika.